# Impatiens viridiflora
Impatiens viridiflora är en balsaminväxtart som beskrevs av Robert Wight. Impatiens viridiflora ingår i släktet balsaminer, och familjen balsaminväxter. Inga underarter finns listade i Catalogue of Life.